# 高等学校卒業程度認定審査
高等学校卒業程度認定審査（こうとうがっこうそつぎょうていどにんていしんさ）は高等学校卒業程度認定審査規則(令和4年文部科学省令第18号)に基づき大学への飛び級入学者に対し、文部科学大臣が高等学校を卒業した者と同等以上の学力を認定する制度である。2022年4月に創設された。

## 審査
規則には審査は少なくとも年1回行いその日程はインターネットの利用その他の適切な方法により公示されると定められているが、毎年6月と12月の年2回実施される。審査は審査委員会の意見を聞き審査基準に基づいて文部科学大臣が行う。

## 出願資格
飛び級し大学に入学した者

## 合格者
審査に合格した者を認定審査合格者とする。ただし、審査に合格した者が18歳未満の場合18歳になってから合格者になる。この制度は高卒認定試験と同じである。合格者(18歳未満を含む)には合格証が授与される。合格者は大学入学資格を満たす。高校コードは54000Fである。

## 設立経緯と趣旨
飛び入学者は、高等学校等を中途退学して大学へ入学することとなっており、大学入学後に大学を中途退学するなどして進路変更をしようとするとき、当該学生は高等学校等卒業の扱いとならず、就職や資格試験等の受験において困難が生じるとともに、飛び入学制度の活用が促進されない一因となっていた。高等学校卒業程度認定審査の合格者を大学入学資格を有する者に加えることで、高等学校卒業と同等の法的地位を与えるものである。

## 実施結果
| 年度     | 前後期 | 出願者   | 合格者   | 脚注   |
| -------- | ------ | -------- | -------- | ------ |
| 2022年度 |        | 9人      | 9人      | [ 11 ] |
| 2023年度 | 前期   | 3人      | 3人      | [ 12 ] |
| 2023年度 | 後期   | 応募なし | 応募なし | [ 13 ] |
| 2024年度 | 前期   | 応募なし | 応募なし | [ 13 ] |